# La cieguita de la Avenida Alvear (película de 1924)
 La cieguita de la Avenida Alvear  es una película sin sonido de Argentina en blanco y negro dirigida por Julio Irigoyen según su propio guion que se estrenó el 29 de abril de 1924. Estuvo  inspirada en el film mudo de Charles Chaplin Luces de la ciudad, con la actuación de la gran actriz del teatro y cine nacionales Eva Franco, de gran popularidad, que provocó el llanto de las sensibles espectadoras de la época. En 1939 Irigoyen dirigió una nueva versión, esta vez con sonido.

## Sinopsis
Un médico se enamora de una joven que es ciega, cuyo padre es un escritor que no quiere curarla para que no vea las perversidades del mundo, resultando finalmente el médico es hijo del escritor.

## Reparto
Colaboraron en el filme los siguientes intérpretes:
- Eva Franco
- Elsa Conti
- Diego Figueroa
- Ada Cornaro
- Adolfo D. Torres
- Aparicio Podestá
- Totón Podestá

## Producción
El filme fue producido por Buenos Aires Film, una empresa dirigida por Julio Irigoyen que se caracterizaba por producir filmes clase “C” de muy bajo presupuesto y poca calidad artística, que en general eran historias con los  personajes característicos de la ciudad: guapos prostitutas, cantores de tango, jugadores en oscuros cafetines, hipódromos y salones aristocráticos. La mayoría eran películas de gauchos o típicamente porteñas, con tango o con canciones de tierra adentro. Es dificultoso acceder a información sobre esas películas, en primer lugar porque una parte no se estrenó en Buenos Aires sino en las provincias del interior de Argentina y también en otros países de América Latina, en segundo término porque Irigoyen no conservaba los negativos y en tercer lugar por el escaso interés que tenía por ellas la prensa especializada. Jorge Finkielman dice que:

"La deficiente actuación, dirección, producción y fotografía estaban al mismo nivel que se encuentran en otras películas estrenadas en la épocatanto por este como por otros productores"